# José Maea

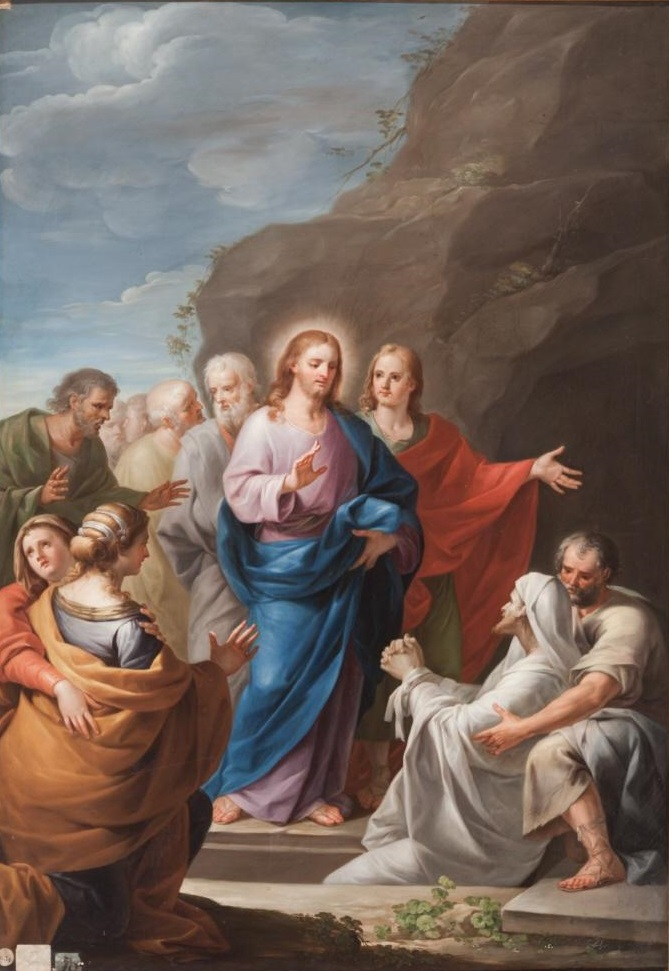
Resurrección de Lázaro, 1790, óleo sobre lienzo, 158 x 110 cm, Madrid, Real Academia de Bellas Artes de San Fernando. Firmado «Josef Maea lo pintó / para su recepción año / de 1790».

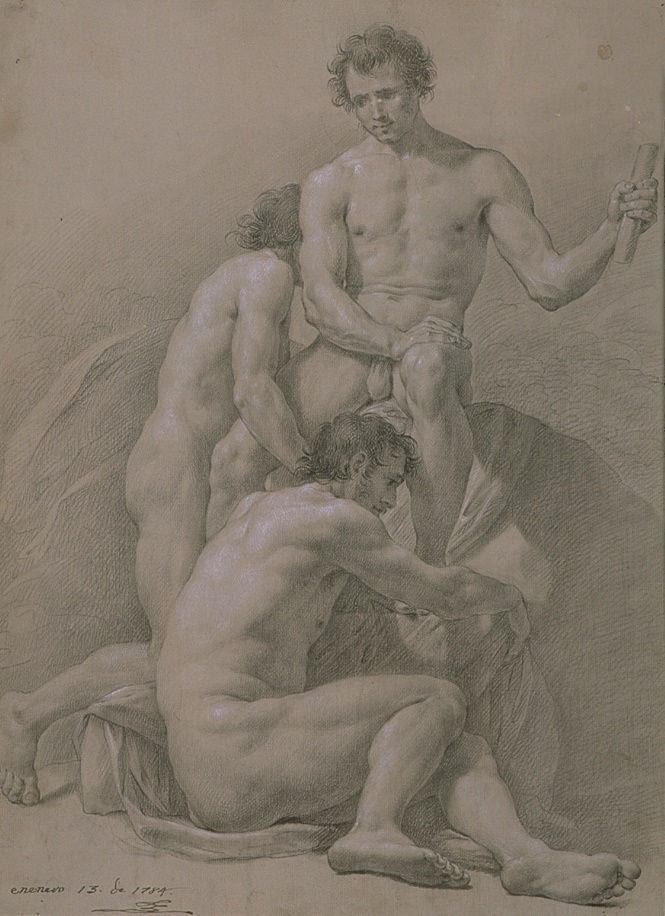
Tres desnudos masculinos formando una composición piramidal, Madrid, Universidad Complutense, Facultad de Bellas Artes.

José Maea (Valencia, 1760-Madrid, 1826) fue un pintor y dibujante neoclásico español.

## Biografía y obra
Formado en la Real Academia de Bellas Artes de San Fernando, en 1790 fue recibido en ella como académico de mérito tras presentar un óleo dedicado a la Resurrección de Lázaro, de dibujo correcto y colores fríos de tono pastel, muy característico del ambiente neoclásico. 
El dominio del dibujo se pone de manifiesto en los numerosos dibujos de academia conservados y en su trabajo más conocido: su contribución a la colección de Retratos de los españoles ilustres promovida por la Imprenta Real contando con el patrocinio del conde de Floridablanca y la Secretaría de Estado, colección editada por entregas de 1791 a 1806 los primeros 18 cuadernos y en 1819 el que hacía el número 19. Con objeto de disponer de retratos auténticos, ya en 1791 se envió a Maea al Real Monasterio de San Lorenzo de El Escorial para copiar los retratos conservados en la biblioteca alta, entre ellos el de Benito Arias Montano de cuerpo entero y algunas copias de Antonio Ponz, de veracidad cuestionable. Maea fue, con diferencia, el artista que proporcionó mayor número de dibujos para ser grabados: cincuenta y tres de los ciento catorce retratos en los que finalmente consistió la colección llevan su firma. Se conservan muchos de los modelos para ser grabados tanto como algunos de los dibujos preliminares en la Calcografía Nacional, la Biblioteca Nacional de España y el Museo del Prado, en los que se puede apreciar el proceso creativo, que iba a consistir, en gran parte, en dotar de ambiente al retrato, copiado a menudo de un original ajeno.
Durante la Guerra de la Independencia, en 1812, alcanzó la plaza de teniente director de la pintura en la Real Academia de Bellas Artes de San Fernando, cargo del que fue desposeído a la vuelta de Fernando VII, aunque no tardase en recuperarlo y proporcionar alegorías de la «victoria hispanoinglesa sobre Napoleón» y retratos del rey para ser grabados por Mariano Brandi.